# Velatice
Velatice är en ort i Tjeckien.   Den ligger i regionen Södra Mähren, i den östra delen av landet, 200 km sydost om huvudstaden Prag. Velatice ligger 249 meter över havet och antalet invånare är 586.
Terrängen runt Velatice är platt söderut, men norrut är den kuperad. Runt Velatice är det tätbefolkat, med 257 invånare per kvadratkilometer. Närmaste större samhälle är Brno, 10,6 km väster om Velatice. Trakten runt Velatice består till största delen av jordbruksmark.